# 마쓰시타젠니

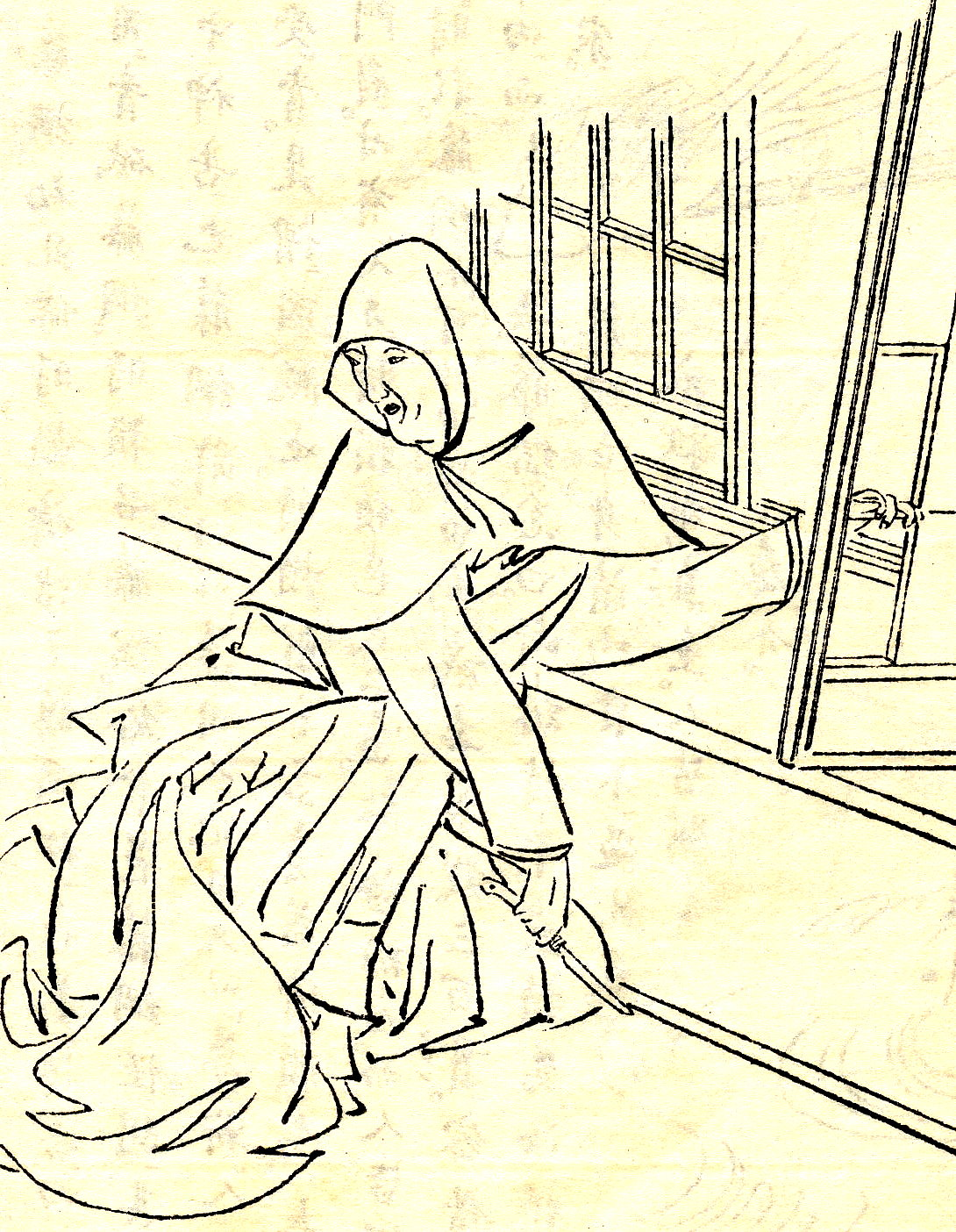
마츠시타젠니 (에도 시대 키쿠치 요사이 그림)

마츠시타젠니(일본어: 松下禅尼 まつしたぜんに[*], 생몰년 미상)는 가마쿠라 시대 중기의 여성이다. 가마쿠라 막부의 고케닌 아다치 카게모리의 딸이다. 호죠 토키우지의 정실이다. 가마쿠라 막부 4대 싯켄 호죠 츠네토키, 5대 싯켄 호죠 토키요리의 어머니이다. 다른 자녀로는 토키사다 (타메토키), 히와다히메, 호죠 토키사다의 정실 등이 있다.

## 생애
겐닌 원년 (1224년), 로쿠하라 탄다이가 된 토키우지를 따라 상락했다. 후에 가마쿠라로 돌아와 간기 2년 (1230년)의 토키우지 사후 출가하여 친정 아마나와 저택에서 살았다. 『츠레즈레구사(徒然草)』 184단에, 장지문의 종이를 직접 손질해 보여 때때로 검약의 마음을 전했다는 일화가 보이며, 쇼와 시기의 국어 교과서 등에도 다루어졌다.
토키우지의 요절 후에는 아들 츠네토키나 토키요리의 양육을 맡았다. 8대 싯켄 호죠 토키무네는 마츠시타젠니의 아마나와 저택에서 태어났다.
사망년도는 알 수 없지만, 고안 5년 (1282년) 10월 이전에 사망했다.

## 관련 작품

### 영화
- 젠 ZEN (禅 ZEN, 2009년) - 배우 이마모토 요코

### TV드라마
- 호죠 토키무네 (2001년) - 배우 후지 스미코